# Gabriel d'Arboussier
Gabriel, marquis d'Arboussier, est un homme politique français et sénégalais. Il est né le 14 janvier 1908 à Djenné au Haut-Sénégal et Niger (actuel Mali) et décédé le 21 décembre 1976 à Genève en Suisse.

## Biographie

### Enfance et Jeunesse
Gabriel d’Arboussier est le fils du baron Henri d’Arboussier-Monplaisir, gouverneur des colonies, issu d'une riche famille de planteurs de la Guadeloupe, et d'une mère musulmane soudanaise (actuel Mali), Aminata Ali Koita, princesse Mossi, descendante d'El Hadj Omar, des Koïta et des Bocoum, grandes familles Diawando.
Sa qualité de métis le fait évoluer entre deux cultures et il développe ainsi une personnalité singulière « dont l’intégration complète avec l’Afrique n’est pas restreinte par la colonisation. »   Son éducation entre aristocratie tarnaise et culture islamique peule forge son caractère.
Il passe son enfance entre Djenné et Ouagadougou auprès de sa mère qu’il adore et à qui il est arraché quand il a 10 ans. A 7 ans, il est circoncis et soumis aux rites d’initiation du pays mossi où il fréquente à la fois l’école coranique et l’école coloniale, et où il dit ne rien apprendre. A 9 ans, il est baptisé. Son père l’emmène contre son gré en métropole l’année suivante, en 1918, dans sa famille royaliste de hobereaux tarnais. Il fréquente l’aristocratie européenne et baigne dans une ambiance cosmopolite. La femme de son père est irlandaise, il a une tante autrichienne, ses domestiques sont bambara et moré. Il parle également peulh avec son père et patois avec les métayers. Il s’exprime aussi en français, en allemand et en anglais.
Il est inscrit au collège dominicain collège de Sorèze , puis au lycée de Toulouse où il se passionne pour la culture classique et le rugby.  Il passe son baccalauréat à Nouméa où son père est nommé Gouverneur dans le condominium franco-anglais des Nouvelles Hébrides, " sans doute une mesure d’éloignement pour avoir osé faire venir en France ses deux enfants".
Gabriel d'Arboussier commence dans les années 1930, après des études aux facultés de droit de Paris et de Toulouse puis à l'École coloniale, une carrière d'administrateur des colonies, 13 ans après avoir quitté sa mère.  Il fait brillamment ses classes à l’Ecole nationale de la France d’Outre-mer (ENFOM) afin d’embrasser la même carrière que son père.  
Il est affecté au Sénégal, Haute-Volta puis Côté d’Ivoire avant de s’installer à Brazzaville où il découvre une « ségrégation raciale (…) patente, plus violente encore qu’en AOF. »  (Afrique occidentale française)
En 1946, après l’échec d’un projet de mariage avec une antillaise,  il épouse  Antoinette Neves (1918-1989), fille d’une métisse cap verdienne et d’un riche armateur breton qui la reconnut tardivement.  Antoinette Neves appartient à la communauté créole et catholique sénégalo-capverdienne de Dakar.  Parfaitement intégrée dans la société sénégalaise et ses réseaux commerçants, elle contribue « à l’ancrage ouest-africain de son époux. »  Le couple a quatre enfants et n’en connaît pas moins de nombreux déchirements, Gabriel d’Arboussier entretenant notamment une liaison avec une française ancienne résistante et secrétaire du RDA dont il devait se sentir intellectuellement plus proche. Antoinette Neves terminera sa vie en profonde dépression.

### Engagement politique
Figure des indépendances africaines
Cofondateur du RDA
Au lendemain de la seconde guerre mondiale, Gabriel d’Arboussier s’engage dans la lutte anticoloniale parcourent les colonies africaines pour « y battre campagne ».  Il a alors déjà 37 ans. Il tisse des liens aussi bien avec des militants et syndicats francophones qu’anglophones mais ses projets de voyages au Nigéria sont contrariés.
Dès 1945, député du Gabon à la 1re assemblée constituante, Gabriel d'Arboussier est, avec Félix Houphouët-Boigny un des fondateurs du Rassemblement démocratique africain (RDA), dont il devient secrétaire général. En 1947, il est coopté par son parti pour être conseiller de l'Union française (pour la Côte d'Ivoire). En 1949, vice-président du Mouvement mondial des partisans de la paix, il voyage à travers le monde, notamment à Prague, Moscou et Pékin. Son périple en Union soviétique lui fait comprendre que l'avènement rapide du communisme en Afrique parait très hypothétique. Pourtant, il est taxé de "métis rouge" par un journaliste. Il inscrit néanmoins son engagement dans le contexte de la décolonisation à l’échelle mondiale.
Personnage haut en couleur, cultivé et brillant, d'Arboussier ne tarde pas à entrer en conflit avec Houphouet-Boigny dans la direction du RDA. Proche du PCF, il reproche à son aîné son rapprochement graduel vers le MRP. Cette opposition décidée lui vaut de perdre ses mandats au RDA et à l'Union française. Il subit une violente campagne de presse orchestrée par Houphouët-Boigny visant à le discréditer politiquement. Ce dernier conteste également son ascendance noble. Exclu du RDA en 1951, il sera réintégré en 1955, après avoir perdu son influence politique, n'étant plus alors perçu comme un rival par Houphouët-Boigny.

#### Carrière nationale
Premier-Vice-Président puis Président du Grand Conseil de l'AOF de mars 1958 à janvier 1959.
Après la vague des décolonisations, il devient ministre de la Justice au Sénégal (1960-1962), dans les deux gouvernements de Mamadou Dia.

#### Carrière internationale
Puis, il entame une carrière de fonctionnaire international :
- Directeur adjoint de l'UNESCO de 1963 à 1964 et ambassadeur en France à la même date ;
- Directeur adjoint de l'Institut de recherche de l'ONU (1965-1966) ;
- Nommé ambassadeur en RFA en 1974, puis aux Etats-Unis pour le compte de l'ONU et enfin en Suisse où il décède d'un cancer en 1976[1].

### Ouvrage
En 1964 et 1967, il rédige deux volumes sur le cosmopolitisme impérial qui s’avèrent également être une autobiographie politique et intellectuelle.  Il explique qu’il ne s’agit « ni d’un journal, ni des mémoires, mais une longue réflexion sur moi-même. »  Pourtant, la première partie intitulée Le Niger et le Tarn : la recherche d’une voie couvre les 38 premières années de son existence, de sa naissance à la fin de la Seconde Guerre mondiale, tandis que la seconde partie, Intime réflexion initialement intitulée Le choix impossible , résume ses 10 années intenses (1945-1956) de combats politiques . Il rédige cette seconde partie à New-York qu’il qualifie de plus laborieuse que la précédente.  Il écrit à ses amis, le brésilien Jorge Amado  et son épouse Zélia Gattai qu’il avait pensé intituler son livre  “À chacun sa longue marche”  démontrant ainsi sa volonté d’inscrire le combat politique dans une trajectoire personnelle.
La sienne l’enjoint à ne pas être manichéen. Par son expérience du métissage Gabriel d’Arboussier souhaite ne pas « se laisser enfermer dans une polarité noir-blanc.»  Il tente de concilier Afrique et colons et pense à « égalité la France, l’Afrique, le monde. »  Grâce à son récit de vie, il devient un acteur de la décolonisation en mettant en exergue son combat intime lié à son combat politique : être autant africain que français. Il démontre comment les événements d’une vie modifient le rapport que l’on a avec soi-même et avec l’entourage aussi bien individuellement que collectivement.

### Etudes des rapports coloniaux
Dans les volumes cités précédemment, Gabriel d’Arboussier donne d’autres exemples d’individus métis et décrit comment leur trajectoire personnelle est influencée par les rapports coloniaux. Il cite ainsi son demi-frère François Sidibé né d’une première union avec sa mère et placé dans un orphelinat pour métis.   Appartenant à l’élite africaine il devient professeur et directeur d’école avant de sombrer dans l’alcool pour y « noyer son désespoir » faute d’avoir trouver sa place dans la société coloniale. Il démontre également que le colonialisme contrarie les ambitions personnelles de sa sœur, Paule d’Arboussier. Studieuse, passionnée de musique et de poésie, elle monte à cheval et s’inscrit en faculté d’anglais mais à 20 ans, elle décide de rentrer au couvent à cause d’un amour empêché avec un jeune homme de bonne famille. D’Arboussier donne également l’exemple de son épouse, Antoinette Neves, métis comme lui, comme signe « d’une endogamie raciale difficilement transgressable, même pour les métis. »  
D’Arboussier démontre que les métis sont contraints de s’inscrire dans une identité singulière : François Sidibé comme africain, Paule d’Arboussier en métropole rompant les liens avec sa famille africaine. Tandis que Gabriel d’Arboussier est le seul à naviguer dans une identité plurielle. D’ailleurs, il « s’efforce de relire sa vie à l’aune de ces deux pôles » français et africain.  Il ne se considère par comme un métis, mais à la fois comme un africain en tant que tel et comme un français en tant que tel. Il possède une identité double et est fier de cette double descendance. Il écrit à propos de la couleur de ses mains, différente de celle de ses camarades de classe « Quelle importance cette couleur. Je la tiens de deux êtres dont je suis également fier (…) Sang blanc, sang noir, quelle absurdité ! Le sang est rouge… » 
Néanmoins, il est conscient des clivages qu’il porte en lui et exprime les déchirures auxquelles il doit faire face en tant que « français et africain à la fois, féodal et colonisé, maurrassien et marxiste, attiré par l’action et aussi par la pensée. »  Au regard du colon, d’Arboussier est un métis mais « il refuse de se penser comme tel ».
Son engagement politique révèle aussi cette difficulté à trouver sa place dans l’espace franco-africain. Il hésite à se présenter en Haute-Volta où il a grandi et se présente finalement au Moyen Congo où il travaille, avant d’être ensuite élu en tant qu’administrateur colonial au premier puis deuxième Collège. En effet, les territoires d’outre-mer étaient alors soumis à un suffrage restrictif avec un collège réservé aux « citoyens de statut français » et un autre réservé aux « autochtones. »

### Paradoxe de son rapport au métissage
Gabriel d’Arboussier entretient un rapport différent au métissage par rapport à ses frères métis, en cela qu’il a grandi en France, mais qu’il a fait le choix d’inscrire sa lutte politique en Afrique. En effet, il souhaite « se ranger du côté des colonisé.e.s. »  Il se qualifie même d’Homme de couleur  et rejette la notion de « négritude » dans une volonté de défiance « des catégories identitaires et mélaniques, préférant s’emparer d’un vocable plus politique. » 
Ses mémoires révèlent une dualité  et en même temps l’inscription d’une vie qui se déploie à l’échelle mondiale. D’Arboussier dépasse sa propre altérité dans un contre discours mettant en exergue des « mondes mêlés »  Ses trajectoires professionnelles et personnelles le conduisent à mener une vie éminemment « transcoloniale »  Il fréquente ainsi des mondes qui divergent, voir qui s’opposent et brouille les frontières de classe en revendiquant un statut à la fois de bourgeois et d’homme de couleur. Il fréquente des milieux intellectuels comme ruraux, de la métropole comme des colonies et seul le monde ouvrier lui reste fermé ce qui est paradoxal pour un marxiste.  D’ailleurs, il ne prend pas sa carte au PCF. Il a conscience de ne pas être « un authentique africain-colonisé » .

### Lefédéralismecomme utopie politique
Gabriel d’Arboussier défend l’utopie fédéraliste dès 1945, s’inscrivant dans l’air du temps. Mais sa trajectoire personnelle conforte ce choix, révélant son intime espoir d’être un jour africain et français au sein d’un ensemble supranational.  Ibrahima Thioub fait remarquer que chez Gabriel d’Arboussier, « le maintien de l’unité fédérale relève certes une option politique, mais aussi de la défense d’un destin individuel qui s’est ombilicalement lié à l’entité fédérale. »  Dés sa jeunesse, d’Arboussier défend l’autonomie locale et les cultures régionales en raison notamment de ses lectures de Maurras. Il prendra toutefois ses distances avec l’Action française en raison des violentes campagnes antisémites, mais sans renier ses affinités maurrassiennes.
Il est enchanté par son voyage à Pékin et voit dans l’Union des républiques socialistes soviétiques (URSS) une « fédération conforme à ses positions anticoloniales ».  Le fédéralisme est également le moyen pour lui de trouver sa place alors qu’on lui reproche « de ne pas avoir de base territoriale. » ; il écrit « je reste constant avec moi-même[…]. J’appartiens au RDA et à l’ensemble des territoires. Je continuerai à militer dans la perspective de leur union même s’ils se trouvent momentanément divisés. » 
Le rêve de communauté défendu par D’Arboussier est un échec et avec lui se brise la possibilité de concilier France et Afrique. Après les indépendances, il lui faut choisir l’impossible : être français ou être africain. Il opte alors pour une carrière à l’internationale, troisième voie plus acceptable.

### Postérité
Les traces matérielles laissées par Gabriel d’Arboussier en Afrique sont fragmentaires. S’il est cité dans les études liées à l’histoire des décolonisations, son historiographie est encore à construire. Les générations qui l’ont côtoyé gardent un souvenir admiratif de son charisme et de ses interventions dans les meetings des années 1950, mais son souvenir s’étiole peu à peu avec la disparition des derniers témoins.  Comme le souligne Henri Lopès , cela est peut-être la cause d’un monde nouveau où métis n’est plus à chercher dans le dictionnaire et où existent mille sortes de métissages entre races, cultures, fleur, idées.

### Décoration
- Commandeur de l'ordre des Palmes académiques en qualité de « garde des sceaux, ministre de la justice de la République du Sénégal à Dakar » (1961)[11]

## Publications
- Problèmes culturels de l'Union française, Union française universitaire, 1949
- Au service de l'Afrique noire. Le Rassemblement démocratique africain dans la lutte anti-impérialiste (notices par Félix Houphouet-Boigny. Rapport présenté par Gabriel d'Arboussier au Comité de coordination, le 2 octobre 1948, à Dakar), Les Impressions rapides, 1949
- L'Afrique vers l'unité, 1961

## Sources
- Encyclopædia Universalis, édition de 1977. Notices biographiques.
- Gabriel d’Arboussier ou Il n’y a pas d’étranger, émission La Porte ouverte de Claude Santelli, 23 décembre 1970, ORTF

### Archives
- Inventaire du fonds d'archives de Gabriel d'Arboussier conservé à La contemporaine.